# Sho Nishimura
Sho Nishimura (西村 翔 Nishimura Sho?), född 7 juni 2001 i Kyoto prefektur, är en japansk fotbollsspelare.
Nishimura började sin karriär 2019 i Gamba Osaka.